# Nakagusuku
Nakagusuku (jap. 中城村 Nakagusuku-son) – wieś w Japonii, w prefekturze Okinawa, na wyspie Okinawa. Według danych na rok 2020 miejscowość zamieszkiwało 22 157 mieszkańców , a gęstość zaludnienia wyniosła 1426,7 os./km².